# Comando Aéreo de Defensa
El Comando Aéreo de Defensa (CAD) fue un comando de la Fuerza Aérea Argentina bajo la órbita del Estado Mayor General de la Fuerza Aérea.

## Historia
Creado el 9 de enero de 1951 bajo la dependencia del Comando en Jefe de la Fuerza Aérea, el Comando Aéreo de Defensa (CAD) sucedió al ex Comando General de Defensa.
El Comando Aéreo de Defensa (CAD) al comando del brigadier mayor Augusto Hughes, se hizo cargo de la defensa aérea del territorio continental, a través de dos comandos de defensa aérea de zona: CODAZ Centro y CODAZ Sur. Bajo su órbita quedó en el CODAZ Centro la VI Brigada Aérea de Tandil con el material de vuelo Dassault M-5 Dagger y la VIII Brigada Aérea de Moreno con el material de vuelo Dassault M-III EA Mirage, así como los escuadrones de vigilancia con radares de la Fuerza Aérea y el Ejército.